# 승민정
승민정(1996년 ~ )은 대한민국의 가수다.

## 방송
- 전국노래자랑 (2015) - 홍천군 편 최우수상
- 슈퍼스타K7 (2015) - 슈퍼위크 콜라보 배틀 미션 탈락
- 너의 목소리가 보여 3 (2016)
- 우리가 사랑한 그 노래 새가수 (2021) - Top33(26위)

## 음반
- 우리가 사랑한 그 노래, 새가수 Episode 6 (2021)
- 우리가 사랑한 그 노래, 새가수 MR (2021)
- KBS 일일드라마 '스캔들' OST Part 13 (2024)
- 스캔들 OST Special Album (2024)

## 작사/작곡/편곡
- 목화 <출항> (2024) - 작사/작곡/편곡
- 국립국악원 <별곡> (2024) - 작사/작곡
- 국립국악원 <응원가> (2024) - 작사

## 공연
- 전주 얼티밋 뮤직 페스티벌 (JUMF) 아티스트 공연 (2017)
- 에반스라운지 밴드 연합 공연 (2017)
- 승민정 단독공연 ‘조각‘ (2021)
- 유명해져 아니, 유명해지지 마 (2022)
- 홍대 ㅎㄷ 카페 정기공연 (2023)

## 수상
- 펜타 슈퍼루키 top 10 (2024)
- 인디오텀 루키부스 top10 (2024)
- GXG 게임음악 경연대회 동상 (2024)
- 제 13회 전국 오월 창작가요제 대상 (2023)
- KT&G 밴드인사이드 경연대회 대상 (2017)
- MBC jumf 창작가요제 은상 (2017)
- OBS 신한류 뮤직페스티벌 대상 (2016)